# Епархија морозвиждска
Епархија морозвиждска (позната у литератури и као Морозвиздска епархија, односно Морозвишка епархија) је бивша православна епархија, која је обухватала подручје око горњег и средњег тока реке Брегалнице. Први пут се помиње 1018. године у повељи византијског цара Василија II (976-1025) којом се одређује јурисдикција Охридске архиепископије, а приликом набрајања њених епископија наведена је између Струмичке и Велбушке епархије. Морозвишка епархија је у то време обухватала крајеве: Морозвижд на Брегалници, Козјак на Пчињи, Славиште око Криве Реке, Злетово око Злетовчице – десне притоке Брегалнице, Луковицу југозападно под Осоговом, Пијанац око данашњег Царевог Села и Малешево око горње Брегалнице. У 11. и 12. вијеку Морозвишка епархија је такође названа и брегалничком, малешевском или овчјепољском. Све те крајеве ослободио је од Византинаца српски краљ Стефан Милутин (1282), након чега је то подручје ушло у састав Српске архиепископије.